# Staurois natator
Staurois natator (griech. stauros = Kreuz, Pfahl, lat. natator = Schwimmer) ist eine Art der Gattung Staurois aus der Familie der Echten Frösche. Im englischen heißt er Mindanao Splash Frog (dt. etwa Mindanao Spritzfrosch) oder auch Black-spotted Rock Frog (dt. schwarz gefleckter Felsfrosch).
Günther benannte diese Art kurz vor seiner letzten Benennung auch als Ixalus guttatus. Es wird vermutet, dass es sich bei dieser Art in Wahrheit um mehrere noch unerforschte kryptische Arten handelt.

## Verbreitung
Diese Art gilt als nicht gefährdet, weil sie über ein sehr großes Gebiet verbreitet ist. Zudem wird eine große Anzahl an Individuen vermutet und es gilt als unwahrscheinlich, dass sich ihre Zahl schnell genug für eine Aufnahme in die Rote Liste verringern wird.
Sie kommt neben Borneo auch auf den Inseln Palawan, Mindanao, Leyte, Bohol, Basilan, Busuanga, Culion und Samar Inseln, die allesamt zu den Philippinen gehören, vor. Alle Funde bisher wurden zwischen 150 und 1000 Metern Seehöhe gemacht. An Stellen, an denen sie auftreten, treten sie meist in größerer Zahl auf.

## Habitat
Generell kann die Art in Regenwäldern und in Binnenfeuchtgebieten vorkommen. Gefunden wurde S. natator bisher entlang von kleinen, felsigen, schnellfließenden Bächen im hügeligen Primärregenwald. Ausgewachsene Tiere sitzen meist auf Ästen, die das Wasser überhängen oder auf Steinen, die das Ufer säumen.
Die Larvenentwicklung findet ebenso unter Wasser statt.

## Verhalten
Die Eiablage und das Brüter erfolgen unter Wasser. Die Kaulquappen finden sich in Massen unter toten, unter Wasser treibenden Blättern.